# Estêvão José Barbosa de Moura
Estêvão José Barbosa de Moura (Ceará-Mirim, janeiro de 1810 — Macaíba, 16 de janeiro de 1891) foi latifundiário, militar e político brasileiro. Foi vice-presidente da província do Rio Grande do Norte, tendo assumido a presidência interinamente por três vezes, de 6 de julho a 4 de dezembro de 1841, de 31 de março a 31 de maio de 1842 e de 15 de novembro de 1842 a 7 de julho de 1843. Foi também coronel da Guarda Nacional (Brasil).

## Biografia
Estêvão Moura nasceu no povoado de Pousa, da cidade potiguar de Taipu, numa família abastada. Seu pai, Manuel Teixeira Barbosa, foi o primeiro presidente da província do Rio Grande do Norte após a Independência do Brasil. Sua mãe era Ana da Costa e Vasconcelos, filha do do coronel de milícias Francisco da Costa e Vasconcelos e de Maria Rosa Teixeira de Melo.
Em 1838 assumiu como suplente a vaga de João Valentino Dantas Pinajé, escolhido presidente da província, na Assembleia Provincial. Dois anos depois, elegeu-se como deputado provincial titular e, como vice-presidente da província, assumiu na ausência do presidente Manuel de Assis Mascarenhas, entre julho e novembro de 1841. Durante sua estada no governo, assinou a lei provincial n.º 71, que criou o município de Maioridade, atual Martins, desmembrando-o de Portalegre. Assumiu o poder provincial novamente, ao fim do termo de Mascarenhas, de novembro de 1842 a julho de 1843, sendo sucedido por André de Albuquerque Maranhão Júnior.
Moura conseguiu reeleger-se deputado provincial continuamente até 1845, dedicando-se nos anos posteriores à administração de seu grande patrimônio, situado principalmente nos arredores de Rio Grande do Norte. Em Macaíba, que ainda era um povoado, em 1850, com recursos próprios, o coronel Moura construiu a primeira ponte sobre o rio Jundiaí e abriu a primeira estrada até Natal, via Mangabeira. A parte dessa estrada que passa dentro de Natal é hoje conhecida como Avenida Coronel Estêvão, uma de suas principais vias.

### Casamento e descendência
Seguindo o costume das famílias ricas do campo, o casamento entre parentes com o intuito de preservar o patrimônio familiar, Estêvão desposou sua prima-irmã Maria Rosa do Rego Barros, filha de sua tia materna Maria Angélica da Conceição de Vasconcelos e do coronel de milícias Joaquim José do Rego Barros. A união foi oficializada em 3 de julho de 1833, com as bênçãos do padre Manuel Pinto de Castro, no Engenho Ferreiro Torto, domínio de seu sogro o qual herdou.
O casal teve oito filhos, dentre os quais:
- Ana Joaquina de Moura Castelo Branco, casada com o Dr. José Moreira Brandão Castelo Branco;
- Maria Angélica de Moura Câmara, esposa de Jerônimo Cabral Raposo da Câmara;
- Isabel Cândida de Moura Chaves, esposa do Dr. Francisco Clementino de Vasconcelos Chaves[3];
- Manuel Joaquim Teixeira de Moura, latifundiário e político.

Falecida Maria Rosa, em 11 de novembro de 1853, Estêvão Moura contraiu segundas núpcias com Generosa Antônia de Lima, em 4 de dezembro de 1881, em cerimônia celebrada no oratório particular da fazenda Barra, em Macaíba, onde o casal passou a residir. A dita propriedade fora anteriormente dada como herança à filha Ana Joaquina quando esta se casou, em 1852. A fazenda, no entanto, foi retornada ao coronel Moura com a morte dela, em 1870. A esta altura de sua vida, Estêvão já não era mais o homem influente que fora, nem mais tão rico. Em janeiro de 1899, aderira ao Partido Republicano fundado por Pedro Velho de Albuquerque Maranhão.
Generosa e Estêvão tiveram um filho, nascido em 1890, apenas um ano antes de sua morte, aos 81 anos. Seu corpo foi sepultado originalmente no Cemitério de São Miguel e posteriormente transportado seus restos mortais para o jazigo da família Moura, na matriz de Nossa Senhora da Conceição da Macaíba. A viúva Generosa e seu filho permaneceram na fazenda Barra até 1895, quando a propriedade foi vendida.